# Gare d'Arkadelphia
La gare d'Arkadelphia est une gare ferroviaire des États-Unis, située sur le territoire de la ville d'Arkadelphia dans l'État de l'Arkansas.

## Histoire
Elle est mise en service en 1917.

## Service des voyageurs

### Desserte
Ligne d'Amtrak : Texas Eagle, de Los Angeles à Chicago.